# Bancykling
Bancykling (även kallat velodromcykling) är en gren inom cykelsport, där loppen cyklas på velodromer. Dessa typer av banor har doserade kurvor för att kompensera cykelns sidkrafter vid kurvtagning. Speciella bancyklar används vid bancykling och kan ha olika profiler beroende på disciplin.

## Historik
Bancykling har funnits sedan 1870-talet. När cykling och tävling i denna sport uppstod använde man inomhusbanor byggda av trägolv som liknar de moderna banorna med doserade kurvor och två raksträckor. Fördelen mot landsvägscykling var att man kunde kontrollera antalet åskådare och ta betalt för inträde till velodromen, samt att man kunde träna och tävla året om. Utomhusvelodromer kunde vara byggda av trä, cement eller asfalt.
De främsta ändringarna inom sporten har skett i utrustningen och sättet man cyklar. Forskning kring lättmetaller (främst aluminium och titan) och plaster har hjälpt till att göra cyklarna lättare och styvare. På senare år har vindtunneltester bidragit till att göra cyklarna mer aerodynamiska. Professionella cyklister tränar i dessa tunnlar för att få fram en åkstil med så lite luftmotstånd som möjligt.
Bancykling har funnits med i OS-programmet sedan starten 1896 (dock ej 1912). För damer introducerades sporten vid OS 1988.

## Discipliner
Bancykling delas in i tre olika tävlingskategorier med elva olika grenar som körs vid världsmästerskapen (varav sex körs vid olympiska spel). Totalt upptar UCI:s regelverk (08-2023) sjutton olika discipliner.

### Sprint/Tidslopp
Sprint är en tävlingsform som kräver en stark muskulatur och snabba ben då loppen oftast sträcker sig från 200 m till en kilometer. Loppen kan startas från en stillastående position eller med flygande start (föraren kommer med fart in mot startlinjen).

#### Individuell sprint

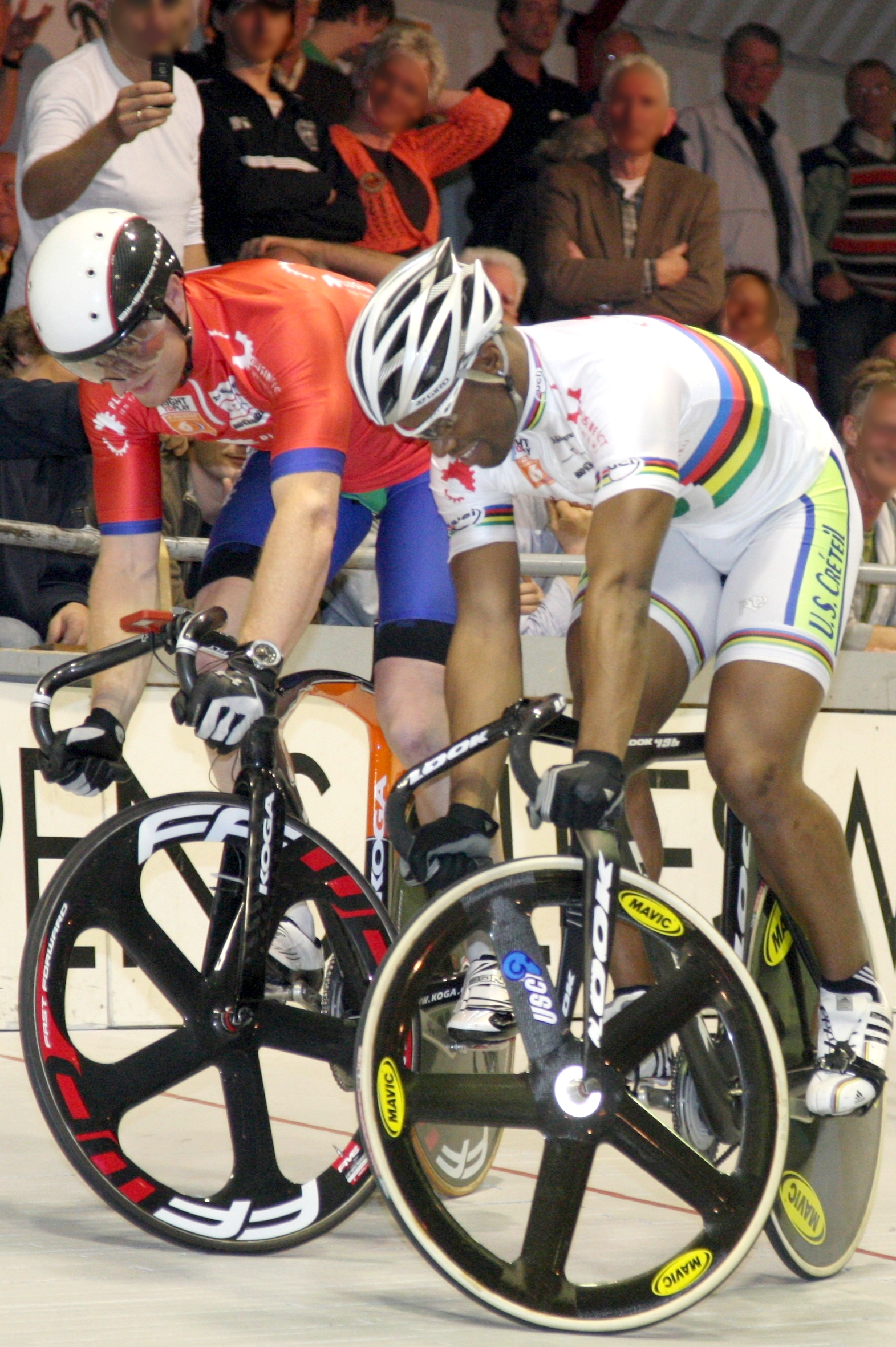
I individuell sprint hamnar cyklisterna ibland i ett "track-stand".

Kvalificeringen sker oftast med en flygande start, och man kör 200 m i loppet där de snabbaste förarna går vidare in i nästa tävlingsomgång. Kvalet följs av en utslagsomgång där två förare tävlar mot varandra i en omgång på 2-3 varv runt velodromen. Förarna startar samtidigt bredvid varandra från stillastående position och måste förlita sig på sin snabbhet och list. De första varven brukar förarna köra sakta för att kunna ta en position bakom den andre föraren. Det är en fördel i den här grenen att ligga längst bak eftersom man då kan kontrollera loppet, göra skenattacker och lura den främre föraren att höja hastigheten. Med hjälp av banans doserade kurvor kan man snabbt få upp hastigheten på cykeln och sprinta in mot mållinjen. När hastigheten höjs kan den bakomvarande föraren dra nytta av minskat luftmotstånd som gör att man kan bygga upp en högre hastighet än den framförvarande och då köra om. Fenomenet kalls slipstream.

#### Lagsprint
I lagsprint tävlar tremannalag. Lagen åker i en rak formation efter varandra, på vardera sida av velodromen. Varje förare i ett lag åker ett varv längst fram för att sedan köra ut mot sidan. Föraren som ligger först skapar i höga hastigheter ett undertryck bakom sig, som i sin tur ger lägre luftmotstånd för de som ligger precis bakom som då behöver använda mindre kraft för att uppnå samma hastighet. Inför det sista varvet åker den siste föraren i vardera lag ensam in mot sin mållinje.

#### Kilometerlopp
Kilometerlopp eller 1000 meter tidslopp är en individuell gren där man startar från stillastående position, och försöker komma i mål på kortast möjliga tid. Herrar och damer kör 1000 meter (damernas distans var 500 meter till och med 2024).

#### Keirin
Keirin (ケイリン?) är en olympisk sprintgren där förarna kör en sträcka på ca 2 km (8 varv à 250 m, 6 varv à 333 m eller 5 varv à 400 m). Keirin kommer ursprungligen från Japan och kördes för första gången 1948. Grenen inkluderades i OS-programmet vid OS 2000 i Sydney.

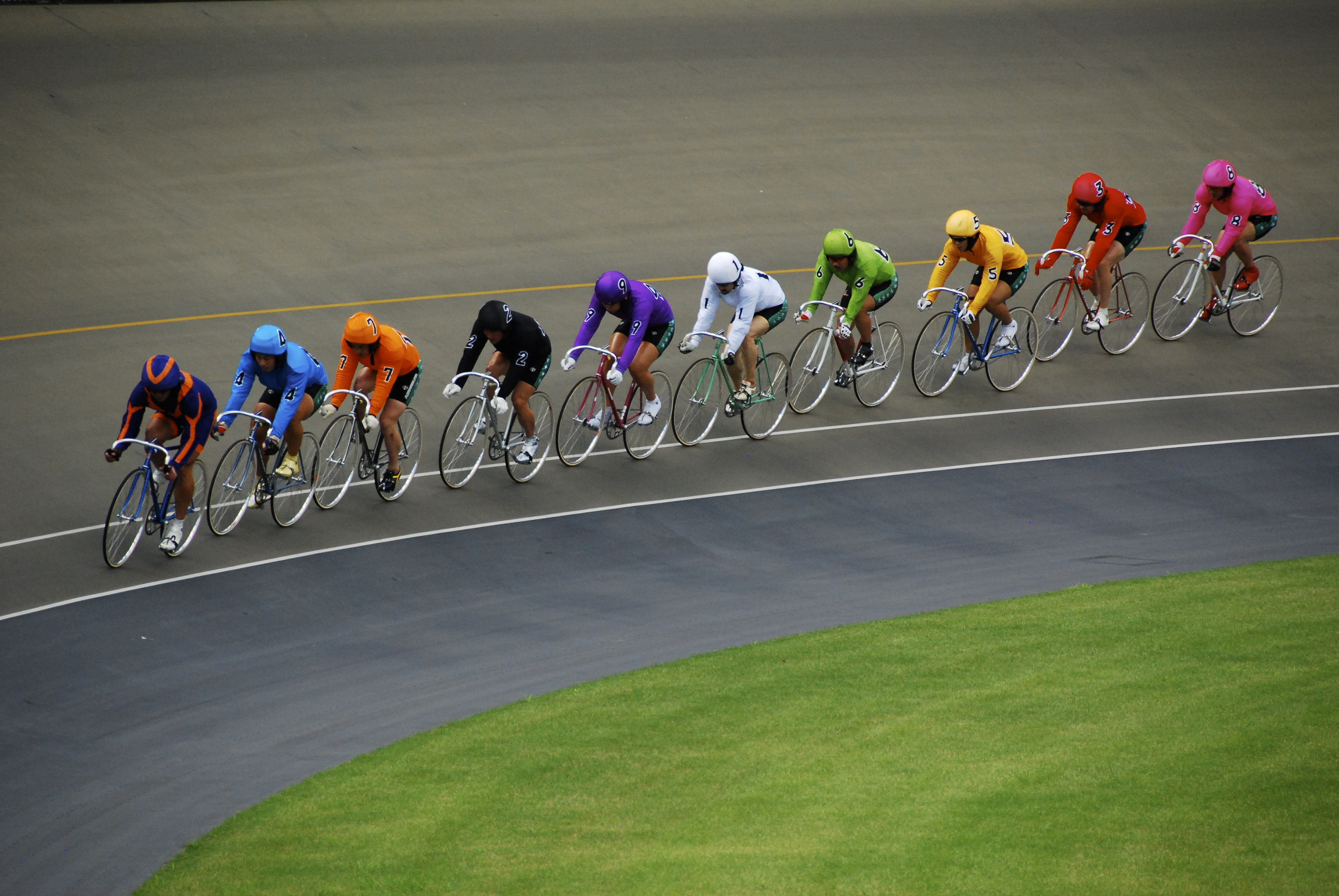
Ett keirinlopp i Japan

Tre till nio förare tävlar i ett sprintlopp på 600–700 m. Loppet startas i en masstart och ordningen på förarna lottas innan start. Förarna åker bakom en farthållare de första 1400 m. Gradvis ökas hastigheten från 30 till 50 km/h (25 till 45 km/h för damer). Man får ej köra om farthållaren, och de sista 600–700 m (oftast två varv innan mål) tävlar man att komma in i mål först.
På grund av det höga luftmotståndet som den främste föraren utsätts för, kan denne inte hålla en tillräckligt hög hastighet under helt lopp utan att bli omkörd av bakomvarande förare med mer energi kvar i benen. Taktiska manövrar, positionering i ledet och rutin krävs för att kunna vinna ett keirinlopp. 
Under vissa lopp i Japan åker förare i grupper som representerar sina hemregioner. Dessa grupper kallas Line. Två typer av förare finns i dessa lines; förare med god uthållighet (kallas Senko) och förare med explosiva sprintkvalitéer (Oikomi). Senkos brukar köra längst fram i ledet för att bryta luftmotståndet medan Oikomis kör bak i ledet och väntar till rätt tillfälle att attackera och sprinta förbi sina motståndare.
Spel på keirin har funnits i Japan sedan 1948. 1957 grundades Nihon Jitensha Shinkōkai (NJS, Japanska Keirinförbundet) för att ordna en standard för spel på sporten. Förbundet ordnar med alla former av vadslagning och utrustning till förarna för att utesluta fördelar; alla cyklar och kringutrustning måste godkännas av förbundet och ha en NJS-stämpling.

### Uthållighetslopp

#### Individuellt förföljelselopp
Två förare startar mitt emot varandra på vardera långsidan av velodromen och kör 4 km (3 km för damer till och med 2024). Målet är att hinna ikapp sin motståndare, eller komma in i mål på snabbast möjliga tid.

#### Lagförföljelse
Lagförföljelse körs av fyramannalag som startar (stående start) mitt på ena långsidan och när fyra kilometer körts (sexton varv på en 250 m lång bana) tas tiden då tredjemannens framhjul når mållinjen. Vid internationella mästerskap, Nations Cup och Olympiska spel går de åtta lag som haft de bästa tiderna vidare till en avlutande cup där lagen möts två och två, medan i övriga tävlingar går de två främsta lagen till final och lagen med tredje och fjärde tid möts i en bronsmatch. Vid matcher startar de båda lagen samtidigt på varsin långsida av banan och det lag som får bäst tid vinner loppet. Dessutom gäller att om ett lag (minst tre av de fyra åkarna) hinner ikapp det andra laget (en meter bakom cäknas som ikappkört) innan fyra kilometer avverkats förklaras det som segrare.

#### Poänglopp
Vid poänglopp är målet att samla ihop så många poäng man kan under spurter (oftast vart 10:e varv på en velodrom på 250 m). Vinnaren är den deltagare som efter loppet har samlat ihop mest poäng. Vid världsmästerskapen kör herrarna 40 km och damer 25 km.

#### Elimineringslopp
Vid elimineringslopp körs, liksom i poänglopp, ett antal spurter, men till skillnad från i poänglopp så gäller det bara att inte komma sist (medan de övriga placeringarna i spurten inte spelar någon roll), eftersom den som kommer sist blir utslagen (elimineras). Så fortsätter loppet tills bara loppets vinnare återstår.

#### Madison

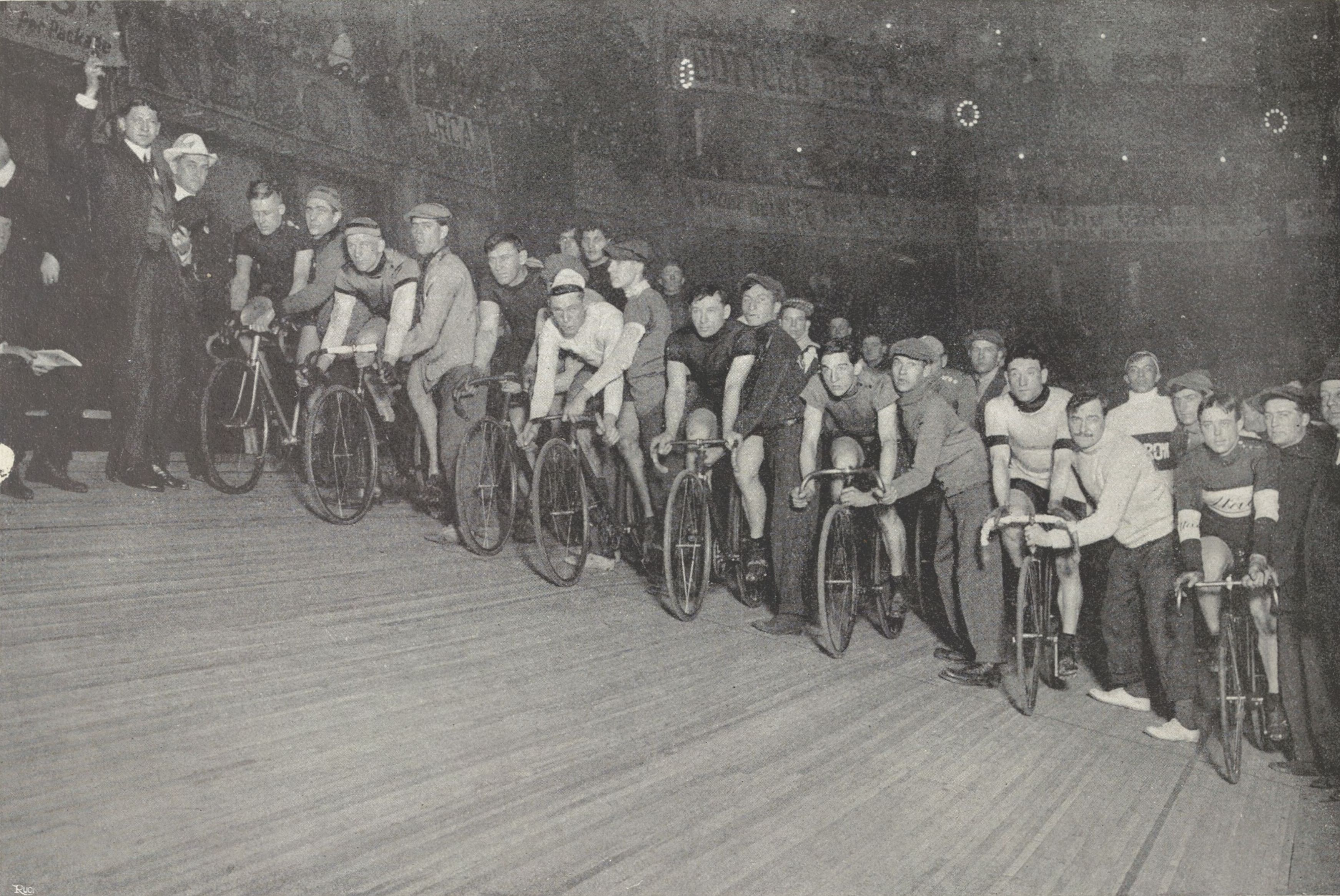
Starten vid New Yorks sexdagarslopp 1913 i Madison Square Garden II.

I madison kör upp till 18 lag om två deltagare ett stafettlopp med inlagda spurter. En av lagets medlemmar deltar aktivt i loppet och när denne hunnit ifatt sin "vilande" lagkamrat växlar de. Antalet körda  varv avgör vilket lag som vinner tävlingen, och om två lag har samma antal varv avgör den insamlade spurtpoängen. Madison brukar köras på en sträcka av 25–50 km.

#### Scratch
I scratch-tävlingar kör upp till 24 deltagare över en sträcka på 10–20 km. Inga poäng räknas i grenen. Vid världsmästerskapet kör herrar och damer 10 km (herrar körde 15 km till och med 2024).

### Kombinationslopp

#### Omnium
Omnium är en mångkamp där deltagarna måste behärska flera sorters discipliner av bancykling. Vinnare är föraren som har lyckats få ihop det mesta antalet poäng i samtliga grenar. Historiskt sett har olika grenar ingått i omnium och 2016 beslutade UCI att fyra olika grenar skulle köras under en och samma dag (i stället för, som tidigare, sex grenar på två dagar).

## Tävlingar
Bancykling har funnits med i OS-programmet sedan starten 1896 (dock ej 1912). För damer introducerades sporten vid OS 1988. Se cykling vid olympiska sommarspelen för alla år bancykling funnits med på OS-programmet.
Världsmästerskapen i bancykling hålls årligen sedan 1893. Europamästerskapen i bancykling har arrangerats årligen sedan 2010.

## Videogalleri
- Individuell förföljelse
- Lagförföljelse
- Madison
- Keirin